# La Prof et les Cancres
Pour plus de détails, voir Fiche technique et Distribution.
La Prof et les Cancres (L'insegnante va in collegio) est une comédie érotique franco-italienne réalisée par Mariano Laurenti et sortie en 1978.
Ce film fait suite à La prof donne des leçons particulières et précède La prof connaît la musique.

## Synopsis
Le millionnaire Riccardo Bolzoni est menacé par des inconnus qui tentent de l'enlever. Sur les conseils de son ami Peppino, le professeur de sport du lycée local, il se cache dans le sud du pays, déguisé en simple ouvrier. Le foyer scolaire catholique de campagne dans lequel Bolzoni s'est réfugié accueille cependant un grand nombre d'élèves ayant échoué au baccalauréat. Ceux-ci ont la possibilité de suivre un cours de vacances de plusieurs semaines pour obtenir leur diplôme de fin d'études. L'un des élèves en question est le fils de Riccardo, Carlo.
L'équipe enseignante, composée de l'aumônier Don Marcello, d'un professeur à moitié aveugle et d'un professeur de sport débonnaire, est rejointe par la nièce de l'ecclésiastique, Monica Sebastiani, une séduisante professeur d'anglais de 26 ans. Une compétition s'engage immédiatement pour obtenir les faveurs de la pédagogue. Carlo tombe amoureux de son enseignante, mais celle-ci le rejette d'abord froidement. Parallèlement, Monica est également courtisée par Riccardo, le père infidèle de Carlo.
À la fin du film, Monica et Carlo se livrent à des ébats passionnés lors d'une représentation scolaire. Riccardo est retrouvé dans sa cachette par les bandits et enlevé, tandis que sa femme s'enfuit avec Peppino.

## Fiche technique
- Titre original : L'insegnante va in collegio[2],[3]
- Titre français : La Prof et les Cancres[4]
- Réalisation : Mariano Laurenti
- Scénario : Annie Albert, Mariano Laurenti, Francesco Milizia, Franco Mercuri (it)
- Photographie : Federico Zanni
- Montage : Alberto Moriani (it)
- Musique : Gianni Ferrio
- Décors : Elio Micheli
- Production : Luciano Martino
- Société de production : Devon film, Medusa Film, Les Films Jacques Leitienne
- Pays d'origine :  Italie -  France
- Langue originale : italien
- Format : couleur par Eastmancolor - 1,85:1 - Son mono
- Genre : comédie érotique italienne
- Durée : 92 minutes
- Dates de sortie : 
  - Italie : 1er mars 1978
  - France : 31 mai 1978[4]

## Distribution
- Edwige Fenech : Monica Sebastiani
- Lino Banfi : Peppino
- Renzo Montagnani : Riccardo Bolzoni
- Leo Colonna : Carlo Bolzoni
- Alvaro Vitali : Armandino Fusecchia
- Gianfranco D'Angelo : Professeur Strumolo
- Dino Emanuelli : le directeur Don Marcello
- Paola Pieracci : Ileana Bolzoni
- Jacques Stany : directeur de l'hôtel
- Graziella Polesinanti : Amelia
- Dante Cleri : Celestino
- Lucio Montanaro : Lucio Petruzzelli
- Jimmy il Fenomeno : balayeur
- Nikki Gentile : Vera
- Carlo Sposito : Professeur Morlupo

## Production
Le film a été tourné dans les Pouilles, presque entièrement dans le centre historique de Martina Franca : on reconnaît l'arc de Santo Stefano, les églises de San Martino et de San Michele Arcangelo, la Piazza Roma, la Via Saverio Mercadante, la Piazza Sant'Antonio et l'hôtel Semeraro (plus tard Hotel Villa Ducale, aujourd'hui disparu).
Comme dans les différents films de la même veine, le lycée est celui qui se trouve habituellement sur le front de mer de Trani.
Une scène se déroule à Alberobello, d'autres dans les environs de la forêt des Pianelle, dans les communes de Martina Franca, Noci et Massafra.